# クリス・バーク (野球)
クリス・バーク（Christopher Allen Burke, 1980年3月11日 - ）は、アメリカ合衆国ケンタッキー州ルイビル出身の元プロ野球選手（二塁手または外野手）。右投右打。
もともと、遊撃手だったが、メジャー屈指の遊撃守備力のあるアダム・エバレットがおり、右肩も痛めていたため、マイナー時代に二塁手にコンバートされた。

## 経歴

### プロ入り - アストロズ時代 (2001 - 2007)
2001年6月5日、ドラフト1巡目 (全体10位) でヒューストン・アストロズから指名され、6月22日に契約した。入団後はA級のミシガン・バトルキャッツに所属し、56試合に出場した。打撃面では、打率.300・3本塁打・17打点・21盗塁・OPS0.814という成績を残した。また、守備面では55試合でショートを守り、17失策・守備率.931だった。
2002年は、AA級のラウンドロック・エクスプレスに昇格。136試合に出場して、打率.264・3本塁打・37打点・16盗塁・OPS0.686という成績を残した。守備では、94試合でセカンド・43試合でショートを守り、それぞれ11失策・守備率.976と12失策・守備率.938だった。
2003年もラウンドロックに所属。137試合の出場で、打率.301・3本塁打・41打点・34盗塁・OPS0.767という成績を残した。なお34盗塁は、当時ラウンドロックが所属していたテキサスリーグで2位だった。また、守備面ではセカンドを93試合、ショートを42試合守ったほか、1試合でセンターの守備にも就いた。同年は、オールスター・フューチャーズゲームにも選出された。
2004年は、AAA級のニューオーリンズ・ゼファーズで123試合に出場して、打率.315・16本塁打・52打点・37盗塁・OPS0.903という打撃成績を残した。37盗塁は、同年のパシフィックコーストリーグでリーグトップだった。また、2年連続でオールスター・フューチャーズゲームにも選出された。守備面ではセカンドのみを守り、121試合で11失策・守備率.983という成績を残した。また同年は、7月4日のテキサス・レンジャーズ戦でメジャーデビューを果たした。デビュー戦は、2打数ノーヒットだった。最終的に、メジャーでは17試合に出場して打率.059だった。守備面では、7試合でセカンドの守備に就いた。
2005年は、アストロズを去ったジェフ・ケントに代わるセカンドのレギュラー候補として期待されていた。同年は108試合に出場し、打率.248・5本塁打・26打点・11盗塁・OPS0.676という成績を残した。守備面では、セカンドではなくレフトの守備に最も多く就き、83試合で1失策・守備率.992・DRS+5を記録した。またセカンドでは、18試合で無失策・DRS+2だった。ポストシーズンでは、アトランタ・ブレーブスとのNLDS第4戦で、延長18回裏にサヨナラホームランを放った。続くセントルイス・カーディナルスとのNLCSでも、ホームランを1本放った。ちなみに、この年マイナーでは、AAA級となったラウンドロックで22試合に出場し、打率.311・2本塁打・11打点・9盗塁・OPS0.869という成績を残した。
2006年は、メジャーでキャリアハイの123試合に出場し、いずれも自己ベストないしタイとなる打率.276・9本塁打・40打点・11盗塁・OPS0.765を記録した。守備面では前年に引き続き内野と外野を守り分け、セカンド69試合・センター38試合・レフト19試合・ショート8試合・ライト7試合という内訳だった。セカンドとライトではプラスのDRSを記録した。
2007年は、不調で5月にマイナー降格した。6月に再昇格したが、打率は.250以下で推移した。最終的には、3年連続100試合以上となる111試合に出場し、打率.229・6本塁打・28打点・9盗塁・OPS0.662という成績を残した。守備は、前年と同じ5ポジションで守りに就き、最多のセカンド (58試合) では3失策・守備率.981・DRS-4という成績を残した。

### ダイヤモンドバックス時代 (2008)
2007年12月14日に、ホセ・バルベルデとのトレードで、チャド・クオールズ、J・C・グティエレスと共にアリゾナ・ダイヤモンドバックスへ移籍した。
2008年は86試合に出場し、打撃面では打率.194・2本塁打・12打点・5盗塁・OPS0.582という成績を残した。守備面では、キャリアで初めてファーストとサードの守備にも就いた。最も多く守ったのはセカンドとレフトの18試合で、いずれも無失策・DRS+2を記録した。オフの12月12日にFAとなった。

### パドレス時代 (2009)
2009年1月13日に、サンディエゴ・パドレスと契約を結んだ。3月29日に一度シアトル・マリナーズへ移籍したが、4月21日にパドレスに復帰した。マリナーズの組織に在籍時は、AAA級のタコマ・レイニアーズで10試合に出場 (打率.237・1本塁打・3打点・2盗塁・OPS0.724) したが、メジャーでの出場機会はなかった。パドレスでは32試合に出場し、打率.207・1本塁打・5打点・4盗塁・OPS0.575を記録した。守備面では、25試合でショートを守って6失策・守備率.929・DRS-3という成績を残したほか、サードとセカンドの守りにも就いた。その後6月9日にFAとなった。結果的に、パドレスでの試合出場が、バークにとって最後のメジャーでのプレーだった。

### ブレーブス時代 (2009)
2009年6月19日、アトランタ・ブレーブスと契約を結んだ。移籍後は、AAA級のグウィネット・ブレーブスで73試合に出場し、打率.285・3本塁打・32打点・13盗塁・OPS0.752という成績を残した。守備面では、ショート41試合・セカンド16試合・レフト14試合で守りに就いた。11月9日に、3度目のFAとなった。

### レッズ時代 - 引退 (2010)
2009年12月4日に、シンシナティ・レッズと契約を結んだ。
2010年は、生まれ故郷でもあるレッズ傘下のルイビル・バッツ (AAA級) でプレー。66試合の出場で、打率.238・5本塁打・26打点・14盗塁・OPS0.674という成績を残した。守備面では、外野3ポジションとセカンドを守り、いずれのポジションでも無失策だった。同年6月26日に、レッズをリリースされた。
2010年で引退後は、自身の名を冠した野球アカデミーを運営しているほか、ESPNでアマチュア野球のアナリストも務めている。

## 詳細情報

### 年度別打撃成績
| 年 度    | 球 団    | 試 合 | 打 席 | 打 数 | 得 点 | 安 打 | 二 塁 打 | 三 塁 打 | 本 塁 打 | 塁 打 | 打 点 | 盗 塁 | 盗 塁 死 | 犠 打 | 犠 飛 | 四 球 | 敬 遠 | 死 球 | 三 振 | 併 殺 打 | 打 率 | 出 塁 率 | 長 打 率 | O P S |
| -------- | -------- | ----- | ----- | ----- | ----- | ----- | -------- | -------- | -------- | ----- | ----- | ----- | -------- | ----- | ----- | ----- | ----- | ----- | ----- | -------- | ----- | -------- | -------- | ----- |
| 2004     | HOU      | 17    | 20    | 17    | 2     | 1     | 0        | 0        | 0        | 1     | 0     | 0     | 0        | 0     | 0     | 3     | 0     | 0     | 3     | 0        | .059  | .200     | .059     | .259  |
| 2005     | HOU      | 108   | 359   | 316   | 49    | 79    | 19       | 2        | 5        | 117   | 26    | 11    | 6        | 9     | 3     | 23    | 0     | 6     | 62    | 7        | .248  | .309     | .368     | .677  |
| 2006     | HOU      | 123   | 413   | 366   | 58    | 101   | 23       | 1        | 9        | 153   | 40    | 11    | 1        | 4     | 2     | 27    | 0     | 14    | 77    | 6        | .276  | .347     | .418     | .765  |
| 2007     | HOU      | 111   | 363   | 319   | 39    | 73    | 19       | 2        | 6        | 114   | 28    | 9     | 3        | 8     | 1     | 27    | 1     | 8     | 52    | 10       | .229  | .304     | .357     | .661  |
| 2008     | ARI      | 86    | 199   | 165   | 20    | 32    | 5        | 1        | 2        | 45    | 12    | 5     | 0        | 2     | 3     | 27    | 8     | 2     | 33    | 2        | .194  | .310     | .273     | .583  |
| 2009     | SD       | 32    | 89    | 82    | 8     | 17    | 5        | 0        | 1        | 25    | 5     | 4     | 1        | 0     | 0     | 6     | 0     | 1     | 16    | 1        | .207  | .270     | .305     | .575  |
| MLB：6年 | MLB：6年 | 477   | 1443  | 1267  | 176   | 303   | 71       | 6        | 23       | 455   | 111   | 40    | 11       | 23    | 9     | 113   | 9     | 31    | 243   | 26       | .239  | .315     | .359     | .674  |

### 背番号
- 2 (2004年 - 2008年)
- 8 (2009年)